# La hermana y la madre de la artista
La lectura o La hermana y la madre de la artista (La Lecture, en francés), es una obra de Berthe Morisot, realizada entre 1869 y 1870. Se encuentra expuesto en la National Gallery of Art de Washington. 

## Historia del cuadro
En el cuadro vemos retratadas a la madre y a la hermana de Berthe, Edma, su hermana favorita. Desde el inicio de su actividad artística, estas dos hermanas habían aprendido juntas este arte. Sin embargo, en 1869 su hermana se casó y dejó la pintura por la insistencia de su marido. En este retrato, Edma estaba embarazada de su primer hijo. 
A diferencia de su amigo Manet, a quien le costaba que aceptasen sus obras, Berthe Morisot pudo exponer este cuadro en el Salón, junto con El puerto de Loriet; algo que llevaba haciendo desde 1864, y que duraría hasta 1874, cuando se uniese a la primera exposición impresionista con su obra La cuna.
Esta obra recogió una buena crítica, pese a ser una “pintura femenina”. Después de la muerte de la artista la obra dejó de exponerse. No fue hasta mediados del siglo XX cuando empezó a ser de interés para los expertos.

## Análisis
En la obra se pueden ver dos personajes: Edma Pontillon, hermana de Berthe, y Mme. Morisot. Como es común en la pintura de mujeres artistas, los temas representados son escenas domésticas o paisajes, así como autorretratos o naturaleza muerta. En este caso, vemos a la madre de la artista leyendo un libro, actividad que da título al cuadro, y a su hermana con expresión pensativa. Durante este momento, Edma estaba embarazada de su primer hijo, y seguramente sus pensamientos se centraban en la pérdida que le suponía tener que anteponer la vida matrimonial a su devoción por la pintura. En una de las constantes cartas que se intercambiaba con Berthe, le decía:
«Estoy a menudo contigo, querida Berthe, en espíritu; estoy en tu estudio y me encantaría escaparme solo un cuarto de hora para poder respirar la atmósfera en la que vivimos durante años».
Durante un tiempo estuvo intentando complementar la vida familiar y el arte, pero, como le contaba a su hermana, le fue imposible, pues estaba muy cansada como para pintar un pequeño lienzo. Berthe también se encontraba en un momento de crisis personal; pese a su gran consideración personal, el mundo del arte no se lo ponía nada fácil a las mujeres. Se quejaba de que nadie le decía sus errores por considerar una obra suficientemente buena para ser realizada por una mujer. Necesitaba continuamente la aprobación de sus colegas pintores para sentirse segura de su pintura. 
Cuando realizó esta obra a finales de 1869, le pidió consejo a Pierre Puvis de Chavannes, quien, únicamente, le dijo que incidiese en la cabeza de la madre. Posteriormente, le cuenta a su hermana:
«Fui el sábado al estudio de Manet (…) viendo que estaba indecisa me dijo con entusiasmo: Mañana, después de enviar mi cuadro iré a ver el tuyo, y créeme: te diré lo que debes hacer».
Cuando, finalmente fue, Berthe describe en esa misma carta que Manet cogió sus pinceles y empezó a aplicar negro en el vestido de su madre, continuando por la cabeza e incluso, tocando el fondo. Todo este proceso enojó mucho a Berthe Morisot, quien deseaba que no aceptasen ese cuadro en el salón, pues «habían conseguido la caricatura más bonita posible». De esta manera, se explica que su obra esté tan cargada por este color que no se empleaba casi en el Impresionismo, pero que sí es habitual en la pintura de Manet. 
Por otro lado, también se puede comprobar cómo hay dos espacios diferenciados entre Edna y Mme. Morisot. Mientras la primera se encuentra completamente iluminada por la claridad de la ventana, la otra aparece más en penumbra. Además, hay un gran contraste entre la clara bata de la joven y el negro vestido de su madre. Sus actitudes, pasiva y activa, ya comentada, genera también una diferencia entre las dos mujeres retratadas.
La escena se encuentra en el salón de la casa de sus padres. Al fondo encontramos un espejo en el que se refleja una puerta con cortinajes. El gran sofá tapizado y la mesita de madera muestran la clase social a la que pertenecía esta familia aristócrata. 
La pincelada de Morisot es suelta, pero aún no ha llegado al esbozo en el que se convertirán sus obras más avanzadas, como su Autorretrato de 1885, prevaleciendo así el dibujo sobre el color.